# O Aleph

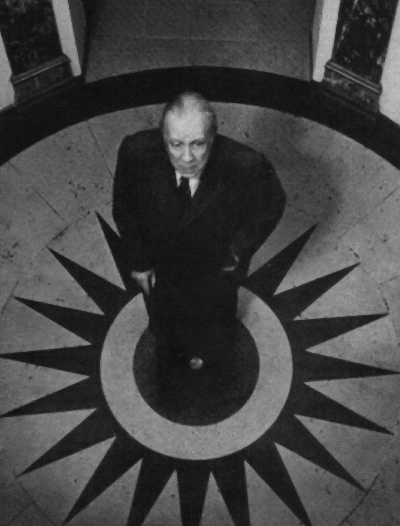
Jorge Luís Borges em 1969

O Aleph (no original, El Aleph) é um livro de histórias curtas de Jorge Luis Borges, publicado em 1949 e contendo, entre outros, o conto que dá nome ao livro. O escritor aborda vários pontos paradoxais como a imortalidade, a identidade, o duplo, a eternidade, o tempo, a soberba, a condição humana e suas crenças, com um alto grau de criatividade e escrita superior, com elevadíssimo grau cultural, submetendo o leitor a um intrincado labirinto de ideias e reflexões.
A literatura de Borges exige e desafia o leitor. Sua escrita, repleta de alusões e simbolismos, introduz o leitor à um labirinto de palavras que remete a toda a construção literária. O simbolismo utilizado por Borges, além da liberdade de escrever e misturar diversas raças, países, referências culturais (que vão de Homero a Martín Fierro) são a assinatura de Borges e possibilitam a desenvoltura adquirida por esse autor a construção de sua mais intrigante obra.  
Mario Vargas Llosa, escritor peruano agraciado com o prêmio Nobel de Literatura, em seu livro Sabres e Utopias, onde admite a influência de Borges em sua literatura, acredita que o conto, por sua brevidade e condensação era o gênero mais apropriado para a literatura borgiana, pois permitia ao autor, com seu espantoso talento para a condensação, escrever de forma atrativa, com dramaticidade e até mesmo com vagueza e abstração graças ao seu imenso domínio literário.

## Contos
O Aleph é composto pelos seguintes  contos:
- O imortal
- O morto
- Os teólogos
- História do guerreiro e da cativa
- Biografia de Tadeo Isidoro Cruz (1829-1874)
- Emma Zunz
- A casa de Astérion
- A outra morte
- Deutsches Requiem
- A busca de Averróis
- O Zahir
- A escrita de Deus
- Abenjacan, o Bokari, morto no seu labirinto
- Os dois reis e os dois labirintos
- A espera
- O homem no umbral
- O Aleph

Quanto ao conto Aleph, especificamente, o protagonista se depara com a possibilidade de conhecer o ponto do espaço que abarca toda a realidade do universo num local bastante inusitado: no porão de um casarão situado em Buenos Aires, prestes a ser demolido. Este ponto recebe a alcunha de Aleph - a letra inicial do alfabeto hebraico, correspondente ao alfa grego e ao a dos alfabetos romanos.
A ideia de unidade na multiplicidade é tema borgiano por excelência e, no conto em apreço, sua exposição literária é primorosa.